# So Long, Bannatyne
So Long, Bannatyne je deváté studiové album kanadské rockové skupiny The Guess Who, vydané v roce 1971. Album vyšlo, jako většina alb této skupiny, u RCA Records a produkoval ho Jack Richardson.

## Seznam skladeb
| Strana 1 | Strana 1                        | Strana 1                     | Strana 1 |
| Pořadí   | Název                           | Autor                        | Délka    |
| -------- | ------------------------------- | ---------------------------- | -------- |
| 1.       | Rain Dance                      | Burton Cummings, Kurt Winter | 2:45     |
| 2.       | She Might Have Been a Nice Girl | Cummings                     | 3:13     |
| 3.       | Goin' a Little Crazy            | Cummings, Winter             | 6:59     |
| 4.       | Fiddlin'                        | Cummings, Winter             | 1:06     |
| 5.       | Pain Train                      | Cummings, Winter             | 3:45     |
| 6.       | One Divided                     | Greg Leskiw                  | 2:38     |

| Strana 2 | Strana 2                | Strana 2         | Strana 2 |
| Pořadí   | Název                   | Autor            | Délka    |
| -------- | ----------------------- | ---------------- | -------- |
| 1.       | Grey Day                | Leskiw           | 4:16     |
| 2.       | Life in the Bloodstream | Cummings         | 3:10     |
| 3.       | One Man Army            | Cummings, Winter | 3:55     |
| 4.       | Sour Suite              | Cummings         | 4:08     |
| 5.       | So Long, Bannatyne      | Cummings, Winter | 5:55     |